# Cúspide (anatomía)

1) Diente
2) Esmalte
3) Dentina
4) Pulpa dental
5. pulpa cameral
6. pulpa de raíz
7) Cemento
8) corona
9) Cúspide
10) Sulcus
11) Cuello
12) Raíz 13) Furca 14) Ápice de la raíz 15) Agujero apical 16) Surco gingival 17) Periodoncio 18) Encía 19. libre o interdental 20. marginal 21. alveolar 22) Ligamento periodontal 23) Hueso alveolar 24) Vasos y nervios 25. dental 26. periodontal 27. alveolar a través del canal

Una cúspide es una punta sobresaliente o elevada. En animales, generalmente se usa para referirse a puntos elevados en las coronas de los dientes . 

## En humanos
Una cúspide es una eminencia oclusal o incisal en un diente. Los dientes caninos, poseen cada uno una sola cúspide, mientras que los premolares, también conocidos como bicúspides, poseen dos cada uno. Los molares normalmente poseen cuatro o cinco cúspides. En ciertas poblaciones, los molares maxilares, especialmente los primeros molares, poseerán una quinta cúspide situada en la cúspide mesiolingual conocida como la Cúspide de Carabelli . 
Cúspide bucal: otra variación del primer premolar superior es el premolar superior 'Uto-Azteca'. Es un bulto en la cúspide bucal que solo se encuentra en los indios nativos americanos, con las frecuencias más altas de ocurrencia en Arizona. El nombre no es un término dental; proviene de una división lingüística regional de grupos de idiomas indios nativos americanos. 
Bucal o Lingual: el lado de un diente adyacente (o la dirección hacia) el interior de la mejilla, en oposición al lingual o palatino, que se refiere al lado de un diente adyacente (o la dirección hacia) la lengua o el paladar, respectivamente. Aunque técnicamente se refiere solo a los dientes posteriores (donde las mejillas están presentes en lugar de los labios, el uso de este término puede extenderse a todos los dientes, anteriores y posteriores), este término puede emplearse para describir la superficie facial de (o direcciones en relación con) dientes anteriores también.

## Cúspides en los molares de los mamíferos terios

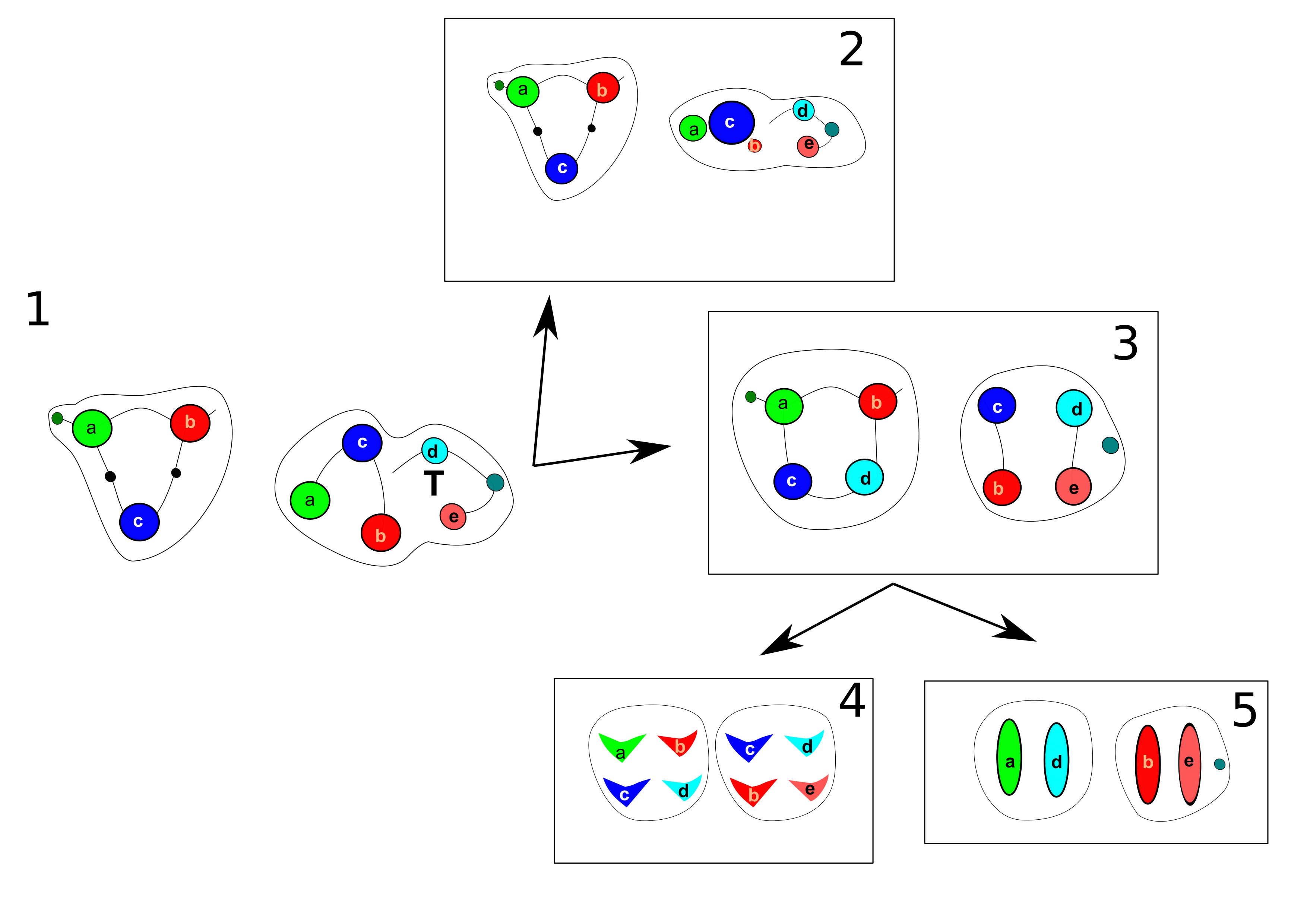
Modelo general de diferentes morfologías de dientes molares (ilustrados por pares: molares superiores a la izquierda e inferiores a la derecha). 1) Molar tribosfénico; 2) Molar secodonto; 3) Molar bunodonto; 4) Molar selenodonto; 5) Molar lofodonto. T: talónido; a) Verde: paracono/paracónido; b) rojo: metacono/metacónido; c) azul: protocono/protocónido; f) celeste: hipocono/hipocónido; e) rosa: entocónido; verde oscuro: paraestilo/hipoconúlido; negro: cúspides secundarias

Hay 4 cúspides principales que se encuentran en los molares superiores y 5 en los molares superiores de los homínidos y otros mamíferos terios. Los nombres de las cúspides se basan en prefijos y sufijos. El sufijo "-cono" se utiliza para las cúspides principales del molar superior y "-cónido" para el molar inferior. Los sufijos "-cónulo/-conúlido" (molar superior/molar inferior) se utiliza para las cúspides secundarias y el sufijo "-stilo/stílido" (molar superior/molar inferior) para las cúspides periféricas que se encuentran en las cornisas o cíngulos del diente. Estas cúspides se nombran tradicionalmente de acuerdo a su cercanía con las cúspides principales, aunque algunos anatomistas prefieren nombrarlas de acuerdo a su posición en el diente. 
Los prefijos "para-", "meta-", "proto-", "hipo-", que se relacionan con la sucesión y posición de las cúspides de acuerdo a la antigua teoría tritubercular de la evolución de los molares de Cope y Osborn. Aunque dicha teoría ha perdido vigencia, se continúan usando los nombres para la descripción de los molares. El prefijo "proto" se refería a la cúspide original que sería homóloga a un diente de una sola cúspide según Osborn, y sería la primera cúspide en aparecer no solamente en la evolución sino en el desarrollo. Esto fue criticado tempranamente por los estudios de embriología donde se mostraba que la primera cúspide en el desarrollo embrionario de los molares superiores era el paracono. Más tarde se demostró que esto es variable y la primera cúspide en aparecer en la ontogenia no tendría relación con la evolución del diente.

### Molares superiores
El protocono, el paracono y el metacono son las tres cúspides principales del molar tribosfénico de los mamíferos terios, formando una estructura triangular conocida como trígono.

#### Protocono
El protocono es la cúspide lingual  anterior del molar superior, que cae sobre el valle (talónido) del molar inferior en un diente molar tribosfénico o sus derivados.

#### Paracono
Es la cúspide principal labial (del lado del labio) anterior de las tres cúspides del trígono de un molar tribosfénico. 

#### Metacono
El metacono es la cúspide principal labial posterior de un diente molar tribosfénico o sus derivados. 

#### Hipocono

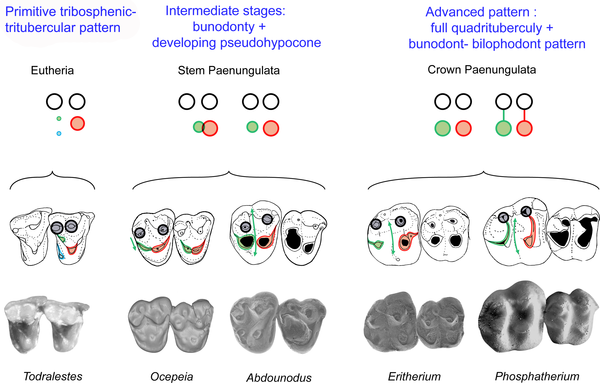
Evolución del hipocono

El hipocono se encuentra en el lado labial posterior o talón del molar superior. Se adapta a las ranuras de la dentición inferior y aumenta la superficie para la molienda del alimento y su eficacia. El hipocono parece haber evolucionado independientemente más de veinte veces en distintos grupo de mamíferos durante el período Cenozoico. Estrictamente el nombre "hipocono" se refiere a aquella cúspide surgida del cíngulo posterior del diente, y algunos autores prefieren el término "pseudohipocono" para aquellas que se presentan en la misma posición pero tienen otros orígenes evolutivos.

### Molares inferiores
Al igual que en el molar superior las tres cúspides principales poseen los mismos prefijos y forman el trigónido del molar, pero en el molar inferior del diente tribosfénico se forma un valle llamado talónido que posee generalmente otras tres cúspides. El trigónido se encuentra invertido con respecto al trígono del molar superior, por lo cual los nombres labiales y linguales no coinciden.

#### Protocónido
El protocónido es la cúspide labial anterior del molar inferior del trigónido de un diente molar tribosfénico o sus derivados.

#### Paracónido
Es la cúspide principal lingual anterior de las tres cúspides del trigónido de un molar tribosfénico. 

#### Metacónido
Es la cúspide principal lingual posterior de un diente molar tribosfénico o sus derivados. 

#### Hipocónido
Es la cúspide labial del talónido de un molar inferior.
Entocónido
Es la cúspide lingual del talónido de un molar inferior. Su prefijo "Ento" significa "interno".
Hipoconúlido
Es una cúspide secundaria persistente que se encuentra en la parte posterior del molar inferior, generalmente en contacto con el siguiente molar.   